# Gustavo Carvalho
Gustavo Henrique Lima de Carvalho, ou simplesmente Gustavo Carvalho (Natal, 10 de março de 1963) é um economista e político brasileiro. Filiado ao Partido Liberal, atualmente é deputado estadual pelo Rio Grande do Norte.

## Biografia
Nascido em Natal, Gustavo Carvalho é o primeiro filho de Ivan Cardoso de Carvalho e Vilma Lima. Gustavo viveu sua infância na cidade de Poço Branco, onde o pai ocupou a prefeitura. Formou-se em Economia na Universidade Potiguar. Após trabalhar no comércio, e ter prestado serviço em órgãos como Cosern e Secretaria de Administração do Estado, criou a empresa Destaque Promoções.

## Carreira política
A vida como administrador público, começa em 1997, quando foi convidado pela então prefeita de Natal, Wilma de Faria para exercer o cargo de Secretário de Esportes. Em 2000, assumiu a Direção Geral do Detran. Em 2002, à convite do prefeito Carlos Eduardo Alves, ocupou a função de Chefe do Gabinete Civil da Prefeitura de Natal. Gustavo Carvalho exerceu ainda o cargo de secretário de Infra-estrutura do Governo do Estado, em 2003.
Com base em relatório produzido pela Controladoria-Geral da União (CGU), em 2007, a Justiça Federal do Rio Grande do Norte condenou sete pessoas e três empresas por improbidade administrativa na construção da Ponte Newton Navarro, que liga as zonas Leste e Norte de Natal (RN). O relatório da CGU, que serviu de base para a ação do Ministério Público Federal, apontou irregularidades no edital da licitação, com a exigência excessiva da qualificação técnica, bem como no projeto básico, com baixo grau de detalhamento. Além disso, foi constatado também sobrepreço/superfaturamento da obra por motivos diversos, como bonificação e despesas indiretas (BDI) acima da faixa de aceitabilidade e contratação de serviços acima de preço de mercado. O juiz Federal Janilson Bezerra de Siqueira julgou a maioria das acusações procedentes. A conclusão foi que os autos evidenciaram o dolo e a improbidade praticados pelos membros da Comissão Especial de Licitação, juntamente com o então secretário de Infraestrutura do Governo do Estado do Rio Grande do Norte, Gustavo Henrique Lima de Carvalho, atual Deputado Estadual. Gustavo Carvalho foi condenado a pagamento de multa, além da suspensão dos direitos políticos pelo prazo de três anos. Mesmo caso de Ulisses Bezerra Filho, então secretário-adjunto de Infra-Estrutura.
No pleito de 2006, Gustavo Carvalho na primeira tentativa para um cargo eletivo, foi o décimo mais votado para a Assembleia Legislativa, quando obteve 40.632 votos.